# Instituto Hondureño de Seguridad Social
El Instituto Hondureño del Seguro Social se inauguró en 1959 cuando es emitida la “Ley de seguridad social de Honduras” durante la presidencia constitucional del doctor Ramón Villeda Morales, se crearon centros de asistencia del Instituto Hondureño de Seguridad Social y las operaciones formales comenzaron a partir del 1 de marzo de 1962.
El Instituto Hondureño de Seguridad Social es parte de la membresía de la Conferencia Interamericana de Seguridad Social, organismo internacional técnico y especializado, que tiene el objetivo de fomentar el desarrollo de la protección y seguridad social en América. 

## Desfalco
Durante el gobierno de Pepe Lobo se nombró a Mario Zelaya como director del Instituto Hondureño de Seguridad Social y También se nombró a Juan Orlando Hernandez como Presidente del Congreso Nacional. Mario Zelaya Y Juan Orlando Hernandez los 2 se aprovechanron de sus cargo y de los movimientos económicos que los 2 manejaban, realizaron un desfalco a la institución, en 6 mil setecientos millones de lempiras (US 335 millones de dólares) utilizando a una red de testaferros, de los cuales, también se involucra al ex viceministro de salud Javier Pastor y al ex viceministro de trabajo Carlos Montes.
Mario Zelaya y Juan Orlando Hernández Alvarado sustrajeron el presupuesto del IHSS el equivalente al presupuesto de un año y medio, resultando en una carencia de fondos para pagos de planillas del personal Juan Orlando Hernández Alvarado y otros de sus cómplices Ricardo Álvarez  se robaron los fondos del IHSS y los utilizaron para sus campañas políticas en el año 2013 (médicos, empleados, oficinistas, etc.) y debido a esto, se realizó un aumento del pago del 3.5% al 4% de parte de más de 600 mil trabajadores.
El gerente administrativo del IHSS, José Ramón Bertetty fue otro de los desfalcadores, involucrando a su esposa Edita Liseth López que "dirigía" una empresa fantasma "Dipromedic" y su madre Blanca Magdalena Osorio López quién recibía cheques millonarios por prestaciones de servicios y suministros médicos. También se llevó a cabo junto con la empresa fantasma "Astropharma" de la diputada por el Partido Nacional en ese entonces Lena Gutiérrez, su hermano, hermana y padre. Esta empresa vendía pastillas de harina haciéndoles pasar por fármacos reales lo que les ocasionó la muerte a casi 3,000 pacientes del IHSS y Lena Guitierrez nunca pago por su crimen ya que ella soborno a la fiscalía para no ir a la cárcel lo mismo que han hecho todos los Políticos del Partido Nacional.

Zelaya y Juan Orlando sustrajeron la cantidad de 335 millones de dólares a todos los contribuyentes del seguro social, quienes pagaron este dinero el cual fue recolectado por el gobierno en concepto de pagos de impuestos y de cotizaciones al IHSS para brindarles un servicio de salud de calidad y debido al desfalco la población hondureña obtuvo un mal servicio y hubo escasez de medicamentos durante todo este tiempo.

## Historia
En 1957 se planteaba la creación de un ente autónomo organizado de seguridad social para los trabajadores hondureños, para lo cual fue inaugurado el Instituto Hondureño de Seguridad Social o IHSS en 1959 cuando es emitida la “Ley de seguridad social de Honduras”.
La república de Honduras dio un paso gigante en la protección del trabajador al emitir en 1959 la presente ley del Seguro Social y con ello la creación de los centros de asistencia del Instituto Hondureño de Seguridad Social, durante la presidencia constitucional del doctor Ramón Villeda Morales.
Las operaciones formales fueron a partir del 1 de marzo de 1962 y contando con una afiliación de más o menos 40,522 beneficiados de la rama obrera, trabajadora y magisterial hondureña. Cuenta con dos centros hospitalarios en Tegucigalpa y varios centros hospitalarios en diferentes departamentos del país.

## Personal
El IHSS cuenta con 821 médicos, más de mil enfermeras, personal administrativo, de limpieza y técnicos. Los afiliados cuentan con un médico por cada 748 afiliados directos. 
Anualmente se atienen 2,688,518 consultas médicas. El total de afiliados directos ascienden es de 600 mil personas y los beneficiarios indirectos representan 1 millón de personas.

## Centros
El IHSS cuenta con hospitales en todos los departamentos del país. 
En la ciudad capital cuenta con dos centros principales: En Tegucigalpa tiene el centro IHSS en el Barrio Abajo y en Comayaguela cuenta con el centro IHSS en el Barrio La Granja

## Presupuesto
El presupuesto para 2015 del IHSS es de 6,571 millones de lempiras (US$ 300 millones de dólares), los cuales se invierten de la siguiente forma:
- El 62 % o 4 mil millones de lempiras se invierte en salarios a 5,206 empleados, 821 de ellos son médicos, el resto del personal, son enfermeras, técnicos, personal administrativo, de limpieza y emergencias.[13][14]

- El 12 % o 788 millones de lempiras del presupuesto se destina a compra de materiales y suministros (medicamentos, maquinaria y alimentos).

- Se invierte un 11 % o 722 millones de lempiras en limpieza, saneamiento y otros servicios.

Los presupuestos de este año y años anteriores se muestran en la siguiente tabla:
| Año  | Presupuesto en millones de lempiras |
| ---- | ----------------------------------- |
| 2015 | 6,571                               |
| 2014 | 4,000                               |

En el presupuesto se incluye tanto la parte aportada por el gobierno como la parte aportada por la empresa privada y los trabajadores.

## Ingresos
Todos los trabajadores en empresa privada y pública pagan parte de su salario al seguro social, de este pago, una parte es pagada por el empresario y otra parte por el trabajador. La tasa de cotización actualmente es del 3.5 %.
Cada mes el IHSS tiene un ingreso de 327.57 millones de lempiras, lo que representa un total de 4 mil millones de lempiras anuales (196 millones de dólares). De los cuales, 310.14 millones son pagados por las cotizaciones al IHSS, es decir un 84% de aporte de la empresa privada y los trabajadores: 35 millones de lempiras mensuales son aportados por el gobierno, es decir, un 11% del total, un 5% es aportado por el Instituto Nacional de Jubilaciones y Pensiones de los Empleados Públicos (Injupemp).
Se elevó el techo de cotización de 4,800 lempiras a siete mil lempiras, con lo que todos los afiliados aportan 250 lempiras mensuales sin importar si su salario es mayor a 4 mil o diez mil lempiras mensuales.
La empresa privada y el estado pagan una cuota de 504 lempiras, distribuido de la siguiente forma: 
- Régimen EM: 350 lempiras
- Régimen de invalidez, vejez, y muerte (IVM): 140 lempiras.
- 14 lempiras para la empresa privada por Riesgo Profesional.

### Deuda histórica del estado de Honduras con el IHSS
El Estado como cuota solidaria y según la ley debería asumir un pago de 70 lempiras por cada afiliado, sin embargo esta transferencia no ha sido cumplida, lo que representa una deuda histórica de 2,720 millones de lempiras, el equivalente a todo el Presupuesto del gobierno de Honduras durante un Año, deuda que no ha sido cancelada ni ha sido programado el pago de esta en forma gradual.

### Pago de la deuda histórica del gobierno de Honduras al IHSS
Con el presupuesto de 2016 se inicia el pago a la deuda histórica que el gobierno de Honduras ha mantenido con el IHSS que asciende a 3,000 millones de lempiras y se había acumulado debido al incumplimiento de los pagos anuales por parte de estado al IHSS pese a estar incluidos en todos los presupuestos anteriores durante más de cinco décadas. 
De esta forma se establece un pago de no menos de 30 millones de lempiras mensuales durante 10 años, mientras a su vez cumple con el pago de su cuota mensual para evitar que mientras se pague la deuda se genere una nueva deuda.

## Egresos
El IHSS invierte y gasta anualmente 5,743 millones de lempiras, los cuales provienen de la empresa privada, el trabajador y el gobierno.
La salud es pagada en forma colectiva, la empresa privada, el trabajador y el gobierno realizan pagos para mantener un sistema de salud que asista a todo el que lo necesite en cualquier momento.

## Déficit
El IHSS cerró 2013 con un déficit de 1,848 millones de lempiras (US$ 92 millones de dólares). Si el estado de Honduras pagara su deuda con el IHSS de 2,720 millones de lempiras, el seguro no tendría déficit, sino un excedente de mil millones de lempiras para crear más sedes, comprar más equipos, reactivos y capacitar a su persona, por lo que este déficit es responsabilidad del estado.
Mensualmente se ingresan 207 millones de lempiras y se gastan 250 millones de lempiras en suministros y pagos de salarios, lo que genera un déficit mensual de 43 millones de lempiras. Los egresos (obligatorios) del IHSS son de 482.25 millones de lempiras mensuales, con lo que se genera un déficit total mensual de 154.67 millones de lempiras.